# Полин (фільм)
«Полин» — радянський художній фільм 1986 року, знятий режисером Асаналі Ашимовим на кіностудії «Казахфільм».

## Сюжет
За мотивами однойменної повісті Дулата Ісабекова. Маленький Єргеш хоче допомогти хворому дідові купити дорогі ліки. Щоб заробити необхідні гроші, він із міським хлопцем Омашем збирає полин для здачі в аптеку. Характер Єргеша цілісний та безкомпромісний. Він не приймає обману. Коли Єргеш дізнається, що Омаш краде зібраний іншими полин, то спалює його увесь.

## У ролях
- Маулен Халиков — Єргеш
- Жан Байжанбаєв — Омаш
- Жумабіке Серікбаєва — апа
- Раїсхан Байкенов — дідусь Єргеша
- Сауле Жумартова — роль другого плану
- Сагі Ашимов — роль другого плану
- Асаналі Ашимов — роль другого плану
- Р. Байжамбаєв — роль другого плану
- Байгалі Єсеналієв — Дерменшик
- А. Шепкенова — роль другого плану
- Г. Байтерекова — роль другого плану
- Абдрашит Садиханов — роль другого плану
- Дімаш Ахімов — роль другого плану
- Р. Єлеуов — роль другого плану
- Л. Кумашов — роль другого плану
- С. Сатишев — роль другого плану
- Т. Утепбаєв — роль другого плану
- Б. Ауєльбеков — роль другого плану
- Тимур Гейдарі — роль другого плану
- А. Сакулінський — роль другого плану
- Б. Наурузов — роль другого плану

## Знімальна група
- Режисер — Асаналі Ашимов
- Сценаристи — Анатолій Галієв, Едуард Тропінін
- Оператор — Ігор Вовнянко
- Композитор — Сейдулла Байтереков
- Художник — Абдрашит Садиханов